# Давлюи, Мари
Мари Маргерит Сесиль Алиса Луиза Давлюи (фр. Marie Marguerite Cécile Alice Louise Daveluy; род. 20 марта 1936, Викториавилл, Квебек) — канадская певица (сопрано) и музыкальный педагог. Сестра органиста Раймона Давлюи.
В 1956—1959 гг. училась в Вене у Фердинанда Гроссмана и Виктора Грефа. В 1959 г. дебютировала в Зальцбургской опере в опере Рихарда Штрауса «Ариадна на Наксосе» в партии Цербинетты. После двух сезонов в Зальцбурге в 1961—1966 гг. пела в Гейдельбергской опере, где была занята в почти 30 партиях. Затем Давлюи вернулась в Канаду, где продолжала петь, постепенно переключаясь на камерный репертуар, записала несколько дисков с камерно-вокальной музыкой канадских композиторов. В 1971—1984 гг. вела класс вокала на музыкальном отделении Квебекского университета в Труа-Ривьере, с 1984 г. преподаёт в Квебекской консерватории; среди учеников Давлюи, в частности, Карина Говен и Мари Николь Лемьё.